# Landtagswahl in Hessen 1983
- SPD: 51
- Grüne: 7
- FDP: 8
- CDU: 44

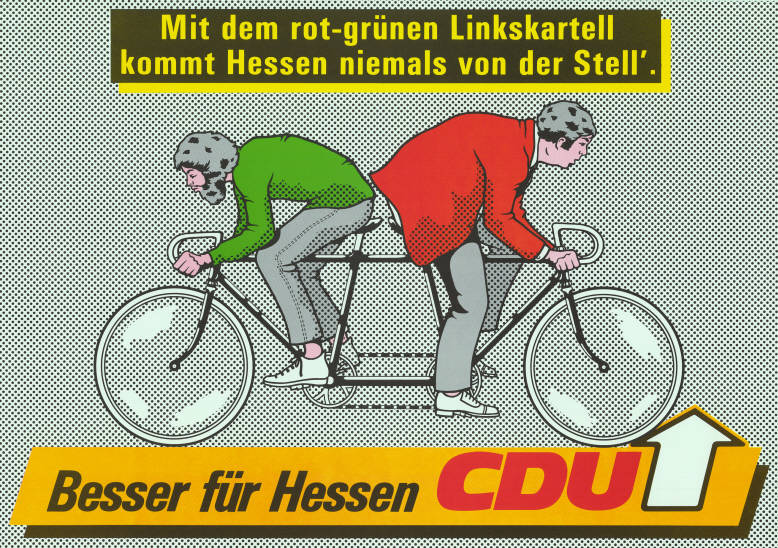
Wahlplakat der CDU

Die Wahlen zum 11. Hessischen Landtag fanden am 25. September 1983 (zusammen mit den Bürgerschaftswahlen in Bremen) statt.

## Ausgangssituation
Die vorherige Landtagswahl im Jahr 1982 hatte ein Ergebnis erbracht, welches weder CDU noch SPD ermöglichte, allein die Regierung zu übernehmen. Der mögliche Koalitionspartner FDP verfehlte den Einzug in den Landtag, während die im Landtag vertretenen Grünen damals als nicht regierungsfähig angesehen wurden. Eine Große Koalition wurde von Seiten der SPD abgelehnt. Diese Pattsituation wurde in der Öffentlichkeit als „hessische Verhältnisse“ bezeichnet.
Die Landtagswahl am 26. September 1982 hatte nachfolgenden Ausgang:
| Partei | Stimmanteil | Sitze |
| ------ | ----------- | ----- |
| CDU    | 45,6 %      | 52    |
| SPD    | 42,8 %      | 49    |
| GRÜNE  | 8,0 %       | 9     |

 *) An 100 fehlende Prozent = nicht im Landtag vertretene Parteien 
Da die FDP, die auf Bundesebene die sozialliberale Koalition bereits aufgekündigt hatte, an der Fünf-Prozent-Hürde scheiterte, gab es im Hessischen Landtag keine regierungsfähige Mehrheit. Der bisherige Ministerpräsident Holger Börner stand bis zur Selbstauflösung des Landtags und den vorgezogenen Neuwahlen im September 1983 einer geschäftsführenden Landesregierung vor.
Nach dem Auseinanderbrechen der Sozialliberalen Koalition im Bund im Vorjahr hatten sich die Liberalen Demokraten von der FDP abgespalten. Die Landtagswahlen in Hessen waren der erste Wahlantritt dieser Partei. In den Meinungsumfragen war ein Erfolg jedoch nicht vorhergesagt.

## Wahlkampf
Nachdem die FDP bei der vorgezogenen Bundestagswahl 1983 wesentlich von Leihstimmen der CDU profitiert hatte, hoffte sie auch bei der Landtagswahl mit Stimmen taktisch wählender CDU-Anhänger wieder in den Landtag zu kommen. Die FDP warb mit dem Slogan „Weil mer se brauche – In Hessen FDP“.
Die SPD distanzierte sich deutlich von den Grünen. „Fotos mit mir und den Grünen an einem Verhandlungstisch werden noch nicht einmal als Montage zu sehen sein“ erklärte Holger Börner. Er sei Nassrasierer und müsse sich morgens im Spiegel ansehen. Börner schloss eine Zusammenarbeit mit den Grünen aus: „Die Grünen stehen für mich außerhalb jeder Kalkulation. Ich schließe nicht nur eine Koalition, sondern jede Zusammenarbeit mit ihnen aus“.
Die zentrale Botschaft der SPD war „Schafft klare Verhältnisse“. Die „hessischen Verhältnisse“ sollten durch eine absolute Mehrheit der SPD ersetzt werden, wie es der SPD Ende 1982 in Hamburg in vergleichbarer Situation gelungen war. Weiterhin griff die SPD ihr Wahlkampfthema der letztjährigen Wahl auf und plakatierte „Macht Hessen stark – gegen die Bonner Wende“.

## Spitzenkandidaten

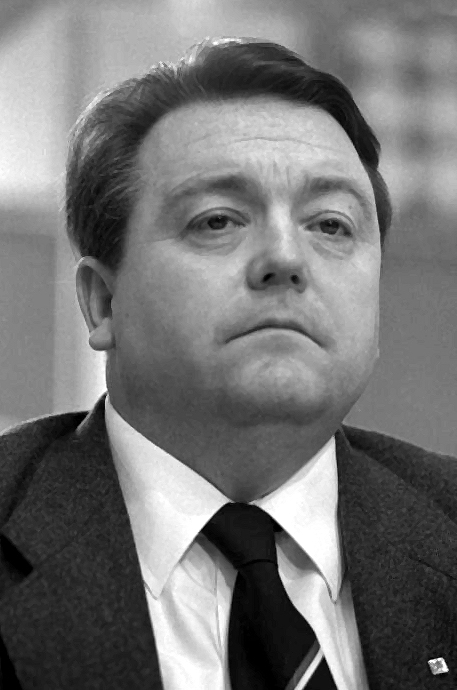
Ministerpräsident Holger Börner

Die SPD trat mit Ministerpräsident Holger Börner als Spitzenkandidat an. Gegenkandidat der CDU war Fraktionschef Walter Wallmann. Spitzenkandidat der FDP war Ekkehard Gries. Die Grünen gingen mit einer Doppelspitze in den Wahlkampf. Dirk Treber und Gertrud Schilling führten die Grünen-Liste an.

## Amtliches Endergebnis
Die vorgezogene Landtagswahl am 25. September 1983 ergab folgendes Bild:
| Partei          | Stimmen absolut | Prozent | Wahl- kreisbe- werber | Direkt- man- date | Sitze |
| --------------- | --------------- | ------- | --------------------- | ----------------- | ----- |
| Wahlberechtigte | 4.075.611       |         |                       |                   |       |
| Wähler          | 3.404.656       | 83,5    |                       |                   |       |
| Gültige Stimmen | 3.373.853       | 99,1    |                       |                   |       |
|                 |                 |         |                       |                   |       |
| SPD             | 1.559.725       | 46,2    | 55                    | 42                | 51    |
| CDU             | 1.329.292       | 39,4    | 55                    | 13                | 44    |
| FDP             | 256.801         | 7,6     | 55                    |                   | 8     |
| GRÜNE           | 200.415         | 5,9     | 55                    |                   | 7     |
| LD              | 13.553          | 0,4     | 55                    |                   |       |
| DKP             | 8.697           | 0,3     | 55                    |                   |       |
| DS              | 3.221           | 0,1     | 37                    |                   |       |
| EAP             | 1.224           | <0,1    | 28                    |                   |       |
| AAR             | 890             | <0,1    | 5                     |                   |       |
| BSA             | 35              | <0,1    | 2                     |                   |       |
| Total           | 3.373.853       | 100     | 402                   | 55                | 110   |

Der FDP gelang es, die Fünf-Prozent-Hürde klar zu überwinden. Jedoch war die Hoffnung der Union, gemeinsam mit der FDP eine Mehrheit zu erreichen, nicht erfüllt worden. Die Liberalen Demokraten scheiterten mit 0,4 % der Stimmen mehr als deutlich und sollten in der Landes- und Bundespolitik künftig keine Rolle mehr spielen.

## Wahlprüfung
Das Wahlprüfungsgericht beim Hessischen Landtag entschied mit Urteil vom 15. März 1984 gegen die Einsprüche zur Wahl und erklärte die Wahl für gültig.

## Konsequenzen
Die Pattsituation wurde durch die Neuwahl nicht aufgelöst. Vor diesem Hintergrund beschlossen Holger Börner und die SPD entgegen allen Aussagen vor der Wahl, sich von den Grünen tolerieren zu lassen, selbst also eine Minderheitsregierung zu bilden. Börner stand zunächst einer geschäftsführenden Landesregierung vor.
Im Juni 1984 wurde er mit den Stimmen der Grünen zum Ministerpräsidenten gewählt. Im Oktober 1985 kam es schließlich zur ersten rot-grünen Koalition in der Bundesrepublik. Sowohl die Tolerierungsphase als auch die Koalitionszeit wurden bestimmt durch den Konflikt zwischen „Fundis“ und „Realos“ auf Seiten der Grünen und diversen Konflikten zwischen den Koalitionspartnern SPD und Grüne. Die Opposition und große Teile der Presse sprachen vom „Rot-Grünen Chaos“.
Im Februar 1987 zerbrach die Koalition an dem Streit über die Genehmigung für das Hanauer Nuklearunternehmen Alkem (Teil von Nukem). Im April 1987 kam es daraufhin zu Neuwahlen.